# Black Lick (Pennsylvanie)
Black Lick est une census-designated place située dans le comté d'Indiana, dans l’État de Pennsylvanie, aux États-Unis. Lors du recensement de 2020, elle compte 1 268 habitants.